# Centroina blundells
Centroina blundells là một loài nhện trong họ Lamponidae. Loài này được phát hiện ở Australisch Hoofdstedelijk Territorium.